# Podocarpus atjehensis
Podocarpus atjehensis е вид растение от семейство Podocarpaceae. Видът е почти застрашен от изчезване.

## Разпространение
Разпространен е в Малайзия.